# Ribesiodes garciniaefolium
Ribesiodes garciniaefolium là một loài thực vật có hoa trong họ Anh thảo. Loài này được (Miq.) Kuntze miêu tả khoa học đầu tiên năm 1891.